# یه شوهوا
یه شوهوا (چینی سنتی: 葉舒華؛ زادهٔ ۶ ژانویه ۲۰۰۰)که با نام شوهوا (کره‌ای: 슈화) شناخته می‌شود، خواننده تایوانی ساکن کره جنوبی است. او یکی از اعضای گروه دخترانهٔ کره‌ای (جی)آیدل است که در مه ۲۰۱۸ توسط کیوب انترتینمنت تشکیل شد.